# Гексабромоиридат(III) натрия
Гексабромоиридат(III) натрия — неорганическое соединение,
комплексная соль иридия, натрия и бромистоводородной кислоты
с формулой Na3[IrBr6],
чёрно-зелёные кристаллы,
образует кристаллогидрат — тёмно-зелёные кристаллы.

## Получение
- Реакция растворов бромидов натрия и иридия:

{\displaystyle {\mathsf {3NaBr+IrBr_{3}\ {\xrightarrow {}}\ Na_{3}[IrBr_{6}]}}}

## Физические свойства
Гексабромоиридат(III) натрия образует кристаллогидрат состава Na3[IrBr6]•12H2O —
тёмно-зелёные ромбические кристаллы, которые теряют воду при 150°С.